# 한철우
한철우(1977년 10월 8일 ~ )는 대한민국의 영화 배우이다. 1994년 연극 데뷔 활동을 시작하였다.

## 학력
- 서울예술대학 연극과

## 연기 활동

### 연극
- 《돼지와 오토바이》 (1994년)
- 《한씨연대기》 (1994년)
- 《처녀비행》 (1996년)
- 《한여름밤의 꿈》 (1997년)
- 《리투아니아》 (1998년)
- 《햄릿》 (1999년)
- 《까발레리아 루스띠까나》 (1999년)
- 《무》 (2000년)
- 《시련》 (2000년)
- 《오델로 - 극단 후암》 (2001년)
- 《로미오와 줄리엣》 (2002년)
- 《내사랑 DMZ》 (2003년)
- 《앞산아당겨라, 오금아밀어라》 (2004년)
- 《빨간싼타》 (2005년)
- 《제주도 푸른밤》 (2005년)
- 《여름이 시키는대로》 (2006년)
- 《낙조위의 새》 (2006년)

### 영화
- 1999년 《이재수의 난》 - 악사 3 역
- 2004년 《나두야 간다》 - 택시 손님 역
- 2004년 《거미숲》 - PD 역
- 2005년 《동상이몽》 - 조 기사 역
- 2007년 《오프로드》 - 트럭 운전수 역
- 2008년 《마이 뉴 파트너》 - 박수무당 역
- 2008년 《강철중》 - 은행 차장 역
- 2008년 《모던 보이》 - 수학여행 선생님 역
- 2009년 《허수아비들의 땅》
- 2009년 《박쥐》 - 수사 역
- 2009년 《라라 선샤인》 - 청부업자 역
- 2009년 《킬미》 - 무장 탈주범 역
- 2009년 《백야행》 - 고 형사 역
- 2010년 《폭풍전야》 - 형사 2 역
- 2010년 《내 깡패 같은 애인》 - 가무면접관 2 역 (우정출연)
- 2010년 《내 남자의 순이》 - 비광 역
- 2010년 《아저씨》 - 사채 회사원 역
- 2010년 《악마를 보았다》 - 박 형사 역
- 2011년 《회초리》 - 문 경장 역
- 2011년 《량강도 아이들》 - 화물차 운전수 역
- 2012년 《범죄와의 전쟁: 나쁜놈들 전성시대》 - 형배 조직원 7 역
- 2012년 《5백만불의 사나이》 - 남 실장 역
- 2012년 《돈 크라이 마미》 - 복덕방 남자 역
- 2013년 《전설의 주먹》 - 사당고학생주임 (과거) 역
- 2013년 《전국노래자랑》 - 이 계장 역
- 2013년 《화이: 괴물을 삼킨 아이》 - 김 형사 역
- 2013년 《응징자》 - 부장 역
- 2014년 《역린》 - 노론 1 역
- 2014년 《국제시장》 - 파독 광부 감독관 역
- 2015년 《따라지: 비열한 거리》 - 용광 역
- 2015년 《소수의견》 - 김수만 변호사 역
- 2015년 《서부전선》 - 유중령 참모 역
- 2016년 《그날의 분위기》 - 택시기사 (강 선배) 역
- 2016년 《아빠가 돌아왔다》 - 의사 역
- 2017년 《해빙》 - 관내형사 역
- 2017년 《꾼》 - 강력반장 역
- 2018년 《안시성》 - 부복애 역
- 2018년 《암수살인》 - 택시기사 역
- 2018년 《너의 결혼식》 - 방송 PD 역
- 2019년 《그대 이름은 장미》 - 성난고객남 1 역
- 2019년 《자전차왕 엄복동》 - 유기전 주인 역
- 2019년 《장사리: 잊혀진 영웅들》 - 문산호 선장 역
- 2019년 《나를 찾아줘》 - 이 사장 역
- 2020년 《히트맨》 - 헬기 조종사 역
- 2020년 《악몽》 - 조감독 역
- 2020년 《결백》 - 김 반장 역
- 2021년 《모가디슈》 - 채강식 역
- 2021년 《신세계로부터》 - 인쇄소 사장 역
- 2022년 《아이를 위한 아이》 - 보육원 당직 역
- 2023년 《카운트》 - 김 형사 역

### 드라마
| 연도 | 방송사     | 제목                  | 역할        | 비고 |
| ---- | ---------- | --------------------- | ----------- | ---- |
| 2007 | OCN Movies | 정조암살미스터리: 8일 | 장손이      |      |
| 2009 | MBC        | 돌아온 일지매         |             |      |
| 2010 | SBS        | 자이언트              | 회사원      |      |
| 2015 | KBS2       | 파랑새의 집           |             |      |
| 2016 | SBS        | 미세스 캅 2           |             |      |
| 2016 | 네이버 TV  | 사랑합니다 고객님     | 변재훈 팀장 |      |
| 2018 | SBS        | 시크릿 마더           | 강현철      |      |
| 2018 | OCN        | 플레이어              |             |      |
| 2020 | KBS2       | 포레스트              |             |      |
| 2021 | tvN        | 보이스 4              | 고덕환      |      |